# Estación Sé (Metro de Fortaleza)
Sé es la primera estación de la Línea Este del Metro de Fortaleza en sentido Edson Queiroz. Actualmente está en construcción y posibilitará la revitalización del área del centro histórico de Fortaleza.

## Características
La estación posibilitará la revitalización del área donde se localiza el Mercado central, Passo municipal, Centro Dragão do Mar de arte y cultura, Biblioteca Municipal además de la propia catedral da Sé, puntos importantes del área del centro histórico de Fortaleza. El proyecto de reurbanización prevé la creación de una plaza, donde se encuentren los accesos a la estación, posibilitando un área de convivencia social para la población.
- Datos: Q18416860